# مک‌دیل (تگزاس)
مک‌دیل (به انگلیسی: McDade) یک منطقهٔ مسکونی در ایالات متحده آمریکا است که در تگزاس واقع شده‌است. مک‌دیل ۶۸۵ نفر جمعیت دارد و ۱۶۷٫۹۵ متر بالاتر از سطح دریا واقع شده‌است.